# Umkehrbrille

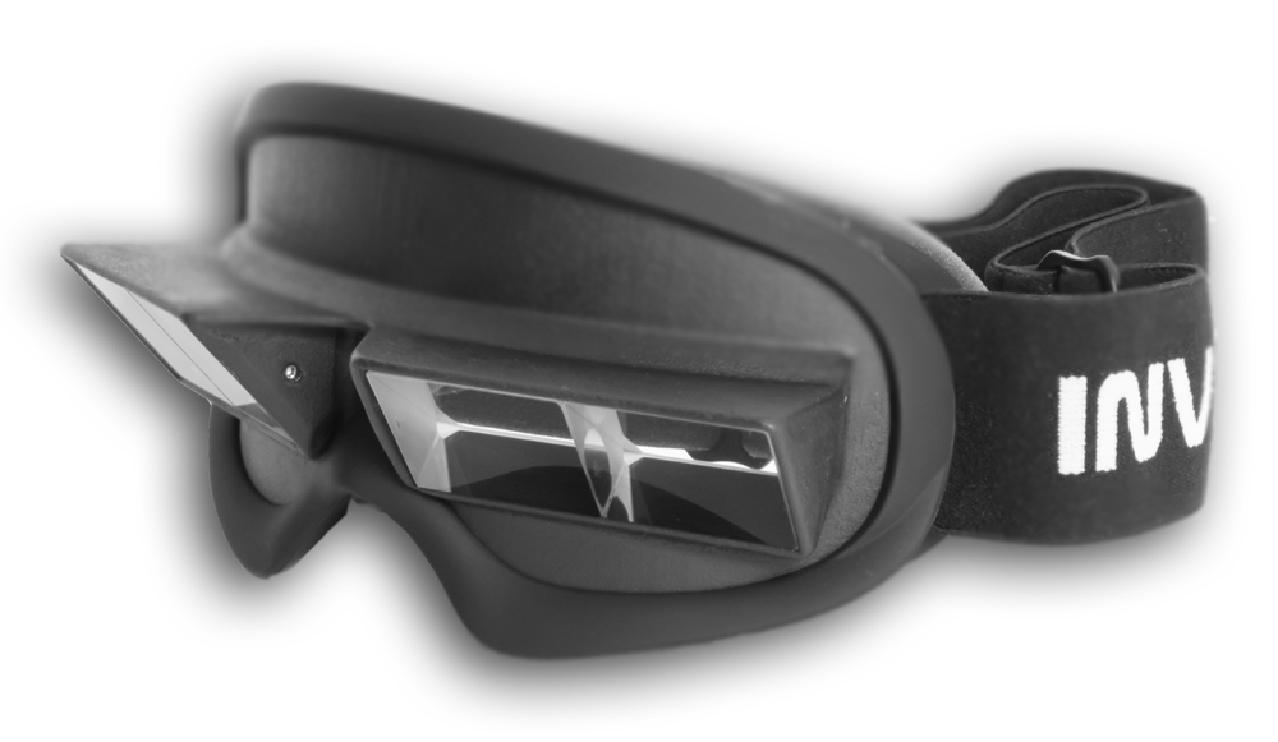
Umkehrbrille weites Sichtfeld (147° × 68°)

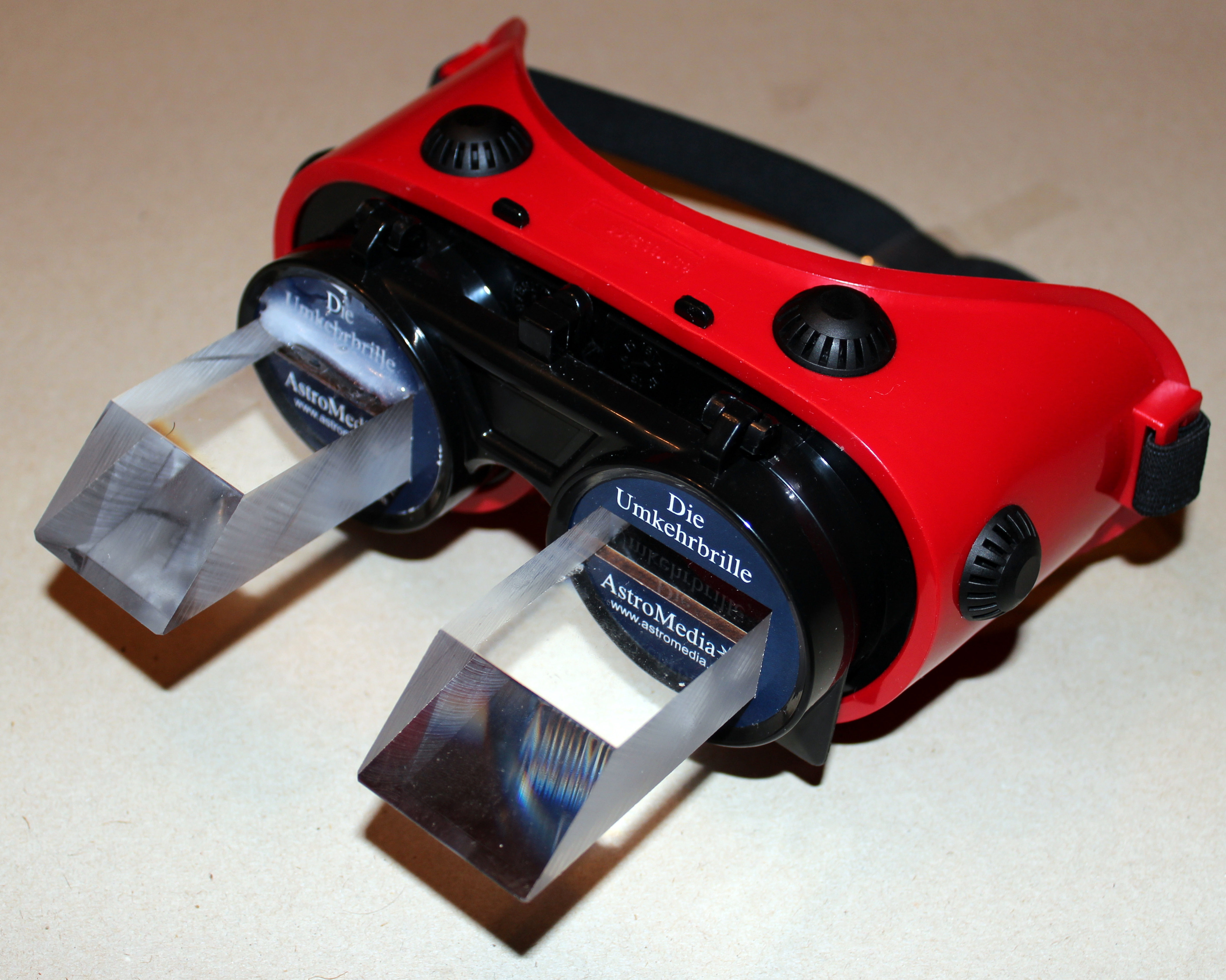
Selbstgebastelte Umkehrbrille

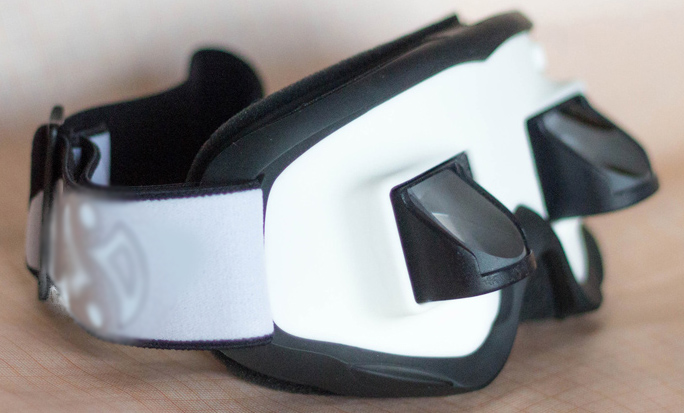
Invertoscope mit rechtwinkligen Prismen

Die Umkehrbrille wird für Experimente mit der optischen Wahrnehmung des Menschen verwendet. Beim Tragen der Brille wird das sichtbare Bild durch Prismen auf den Kopf gestellt. Die Experimente befassen sich damit, wie im Gehirn durch Lernprozesse eine Adaption an das umgekehrte Bild stattfindet, so dass die Handlungsfähigkeit wiederhergestellt wird. Eine entsprechende Brille wird auch Invertoscop genannt.
Es zeigt sich, dass beim kontinuierlichen Tragen der Brille nach einer gewissen Zeit (ca. acht Tage) eine Gewöhnung eintritt, so dass wieder die volle Handlungsfähigkeit gegeben ist. Das Bild wird dabei jedoch weiterhin als „auf dem Kopf stehend“ wahrgenommen.